# Franz Löffler (Maler)
Franz Xaver Löffler (* 27. März 1875 in Pettenreuth; † 5. Dezember 1955 in Wasserburg am Bodensee) war ein deutscher Maler und Grafiker.

## Leben
Löffler wuchs in Pettenreuth bei Regensburg auf. Sein Vater war Landwirt.
Nach einer abgeschlossenen Bäckerlehre studierte er an der Kunstgewerbeschule in München und von 1895 an führte er ein Atelier in Schwabing.

Der 24-Jährige schrieb sich im November 1899 in der Naturklasse an der Akademie der Bildenden Künste München ein, wo er dann bei Johann Caspar Herterich, Ludwig Herterich und Wilhelm von Diez studierte.
Er erhielt mehrere Staatsstipendien, welche ihm Studienreisen nach Ungarn, Tirol und Italien ermöglichten.
Er siedelte 1908 nach Landsberg am Lech und 1913 weiter nach Nördlingen.

Nach dem Ersten Weltkrieg war er von 1917 an am Bodensee in Wasserburg ansässig.
In der Zeitschrift Das Bayerland veröffentlichte er zusammen mit dem Maler Heinrich Ullmann Anfang der 1920er Jahre verschiedene Werke.
Der Landschafts- und Porträtmaler war Mitglied im Reichsverband bildender Künstler Deutschlands (1927 bis zu seiner Auflösung 1933).

Seine Arbeiten sind im impressionistischen Stil ausgeführt und entsprechen dem typischen „Münchner Stil“ dieser Zeit.
1955 starb Löffler im Alter von 80 Jahren im Altersheim in Wasserburg am Bodensee.
Im April 1979 wurde dort das Museum im Malhaus mit einer Gedächtnis-Ausstellung seiner Werke eröffnet.